# Seibu Railway
Pour les articles homonymes, voir Seibu.
La Seibu Railway Co., Ltd. (西武鉄道株式会社, Seibu Tetsudō Kabushiki-gaisha) ou simplement Seibu (西武) est une entreprise privée japonaise, fondée en 1912, qui gère des lignes de chemin de fer dans la région de Tokyo et Saitama.
D'abord dénommée Musashino Railway, l'entreprise se diversifia également dans d'autres modes de transport. Après réorganisation en 2005 et 2006, à la suite de la publication de comptes falsifiés (scandale Yoshiaki Tsutsumi), le groupe devint Seibu Holdings en février 2006.
Le groupe contrôle la chaîne Prince Hôtels et a d'autres activités dans les grands magasins (Seibu Department), une entreprise de construction, des sociétés immobilières et même une équipe de baseball (Saitama Seibu Lions).
Le principal actionnaire du groupe (29 %) est le groupe américain Cerberus.

## Histoire
La compagnie Musashino Railway (武蔵野鉄道) est fondée en 1912. Elle ouvre l'actuelle ligne Ikebukuro entre Ikebukuro et Hannō en 1915.
Le 15 novembre 1945, la Musashino Railway absorbe l'ancien chemin de fer de Seibu (西武農業鉄道) qui exploitait un tramway pour donner l'actuelle Seibu Railway.

## Lignes
Le réseau ferroviaire de la Seibu se compose de deux réseaux distincts, Ikebukuro et Shinjuku, qui se croisent à la gare de Tokorozawa.

### Réseau Ikebukuro
Le réseau Ikebukuro s'articule autour de la ligne Ikebukuro :

| Ligne                 | Nom japonais | Terminus                           | Longueur (km) | Gares |
| --------------------- | ------------ | ---------------------------------- | ------------- | ----- |
| Ligne Ikebukuro       | 池袋線       | Ikebukuro - Agano                  | 57,8          | 31    |
| Ligne Seibu-Chichibu  | 西武秩父線   | Agano - Seibu-Chichibu             | 19,0          | 6     |
| Ligne Seibu-Yūrakuchō | 西武有楽町線 | Nerima - Kotake-Mukaihara          | 2,6           | 3     |
| Ligne Toshima         | 豊島線       | Nerima - Toshimaen                 | 1,0           | 2     |
| Ligne Sayama          | 狭山線       | Nishi-Tokorozawa - Seibu-Kyūjō-mae | 4,2           | 3     |

### Réseau Shinjuku
Le réseau Shinjuku s'articule autour de la ligne Shinjuku :

| Ligne           | Nom japonais | Terminus                     | Longueur (km) | Gares |
| --------------- | ------------ | ---------------------------- | ------------- | ----- |
| Ligne Shinjuku  | 新宿線       | Seibu-Shinjuku - Hon-Kawagoe | 47,5          | 29    |
| Ligne Seibu-en  | 西武園線     | Higashi-Murayama - Seibu-en  | 2,4           | 2     |
| Ligne Haijima   | 拝島線       | Kodaira - Haijima            | 14,3          | 8     |
| Ligne Tamako    | 多摩湖線     | Kokubunji - Tamako           | 9,2           | 7     |
| Ligne Kokubunji | 国分寺線     | Higashi-Murayama - Kokubunji | 7,8           | 8     |
| Ligne Tamagawa  | 多摩川線     | Musashi-Sakai - Koremasa     | 8,0           | 6     |

### Ligne Yamaguchi
La compagnie Seibu gère également une ligne de métro léger de 2,8 km, la ligne Yamaguchi, qui dessert entre autres le Seibu Dome.

## Matériel roulant
En 2019, la compagnie possédait un total de 1294 voitures voyageur.

### Actuel

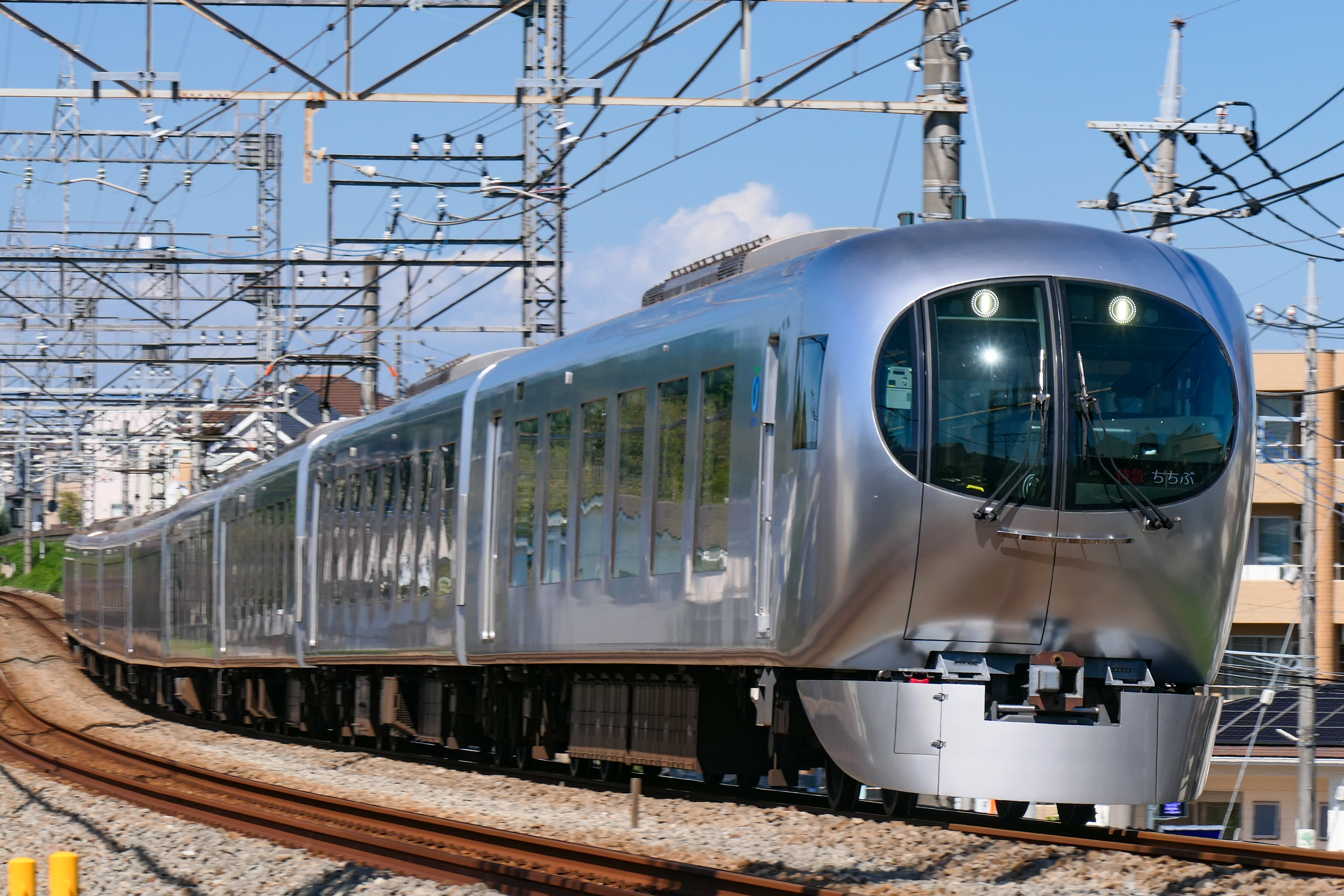
Seibu série 001 "Laview"
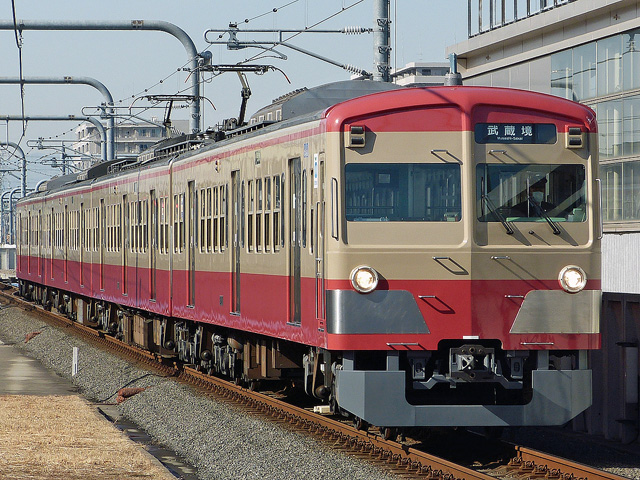
Seibu série 101
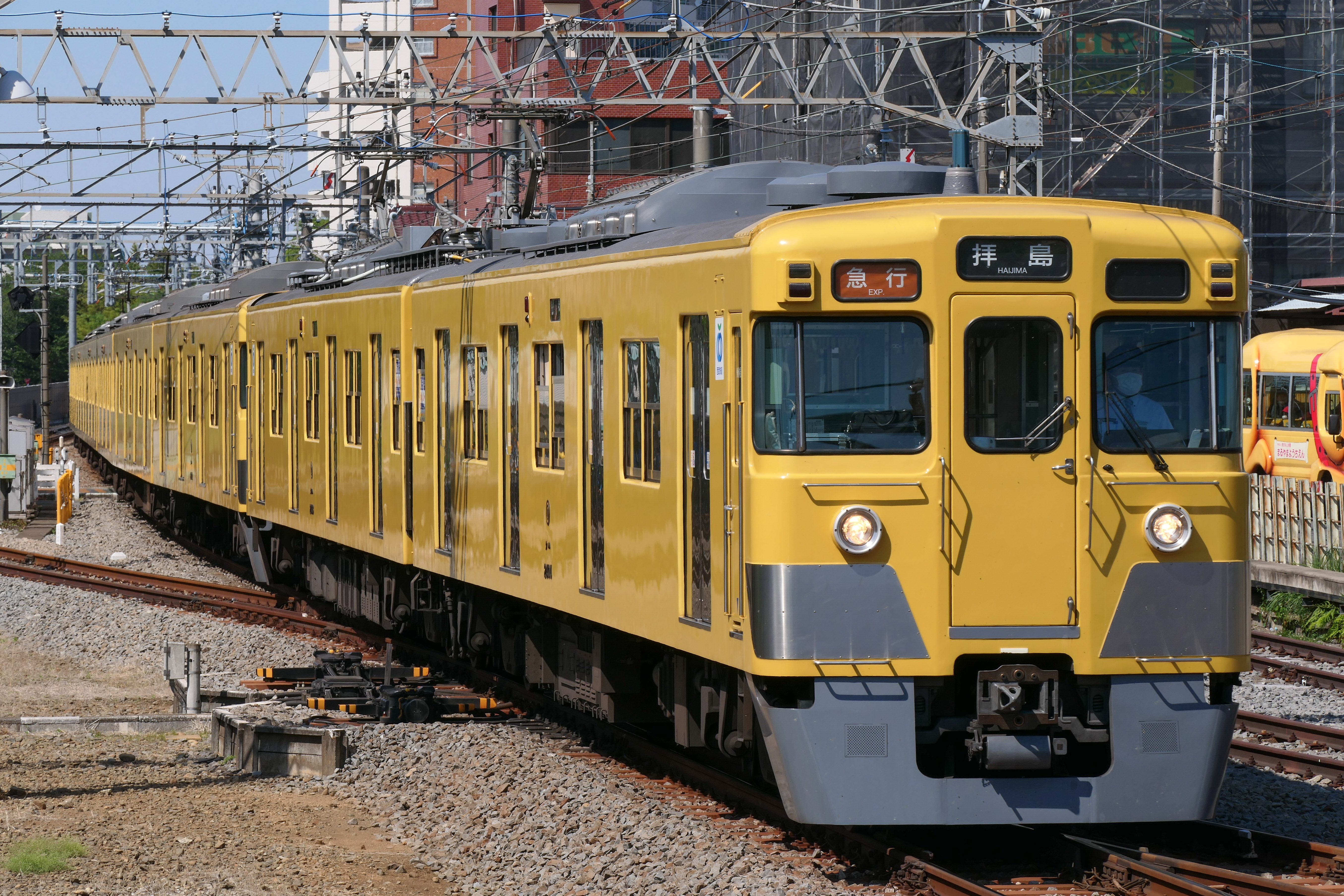
Seibu série 2000
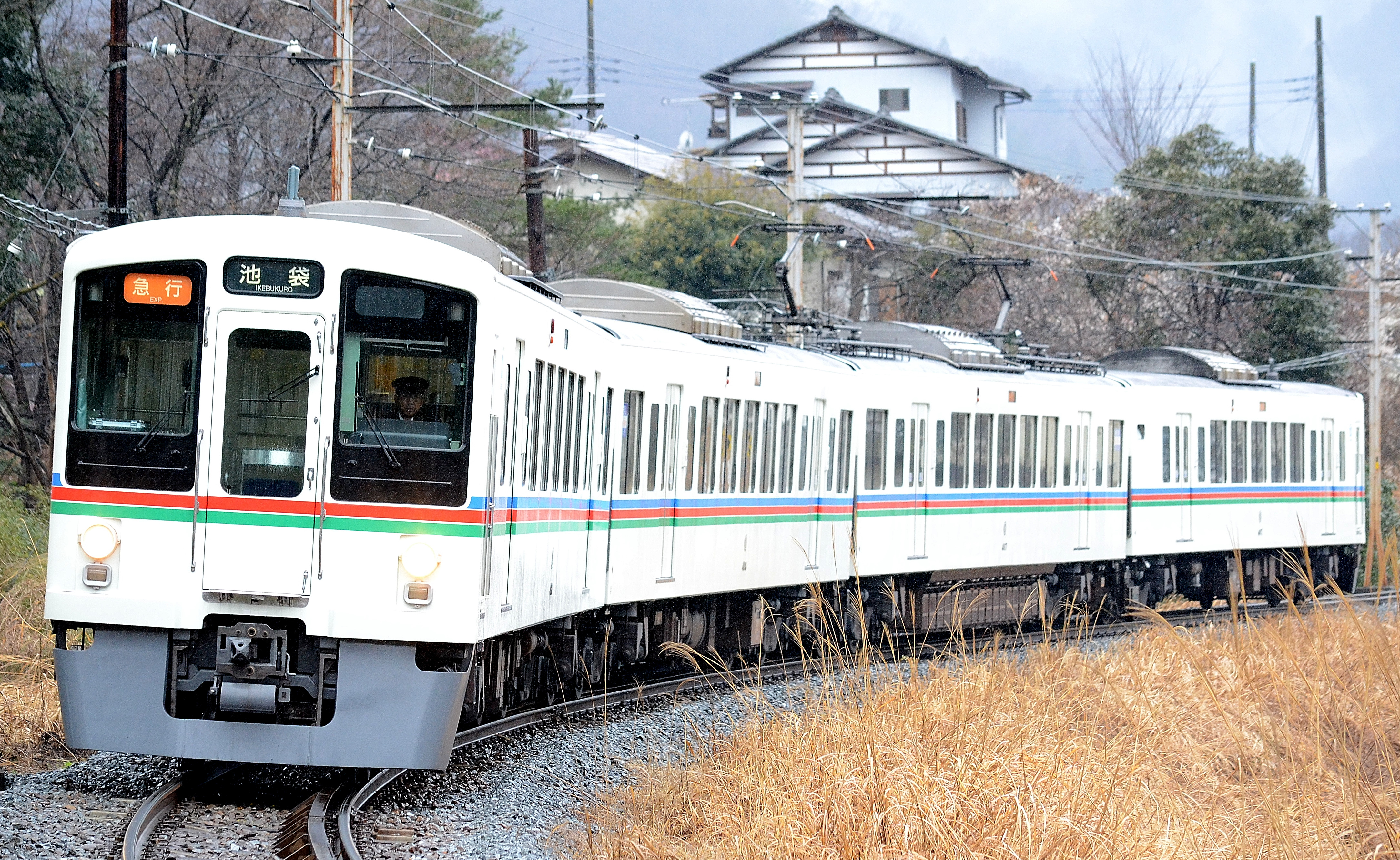
Seibu série 4000
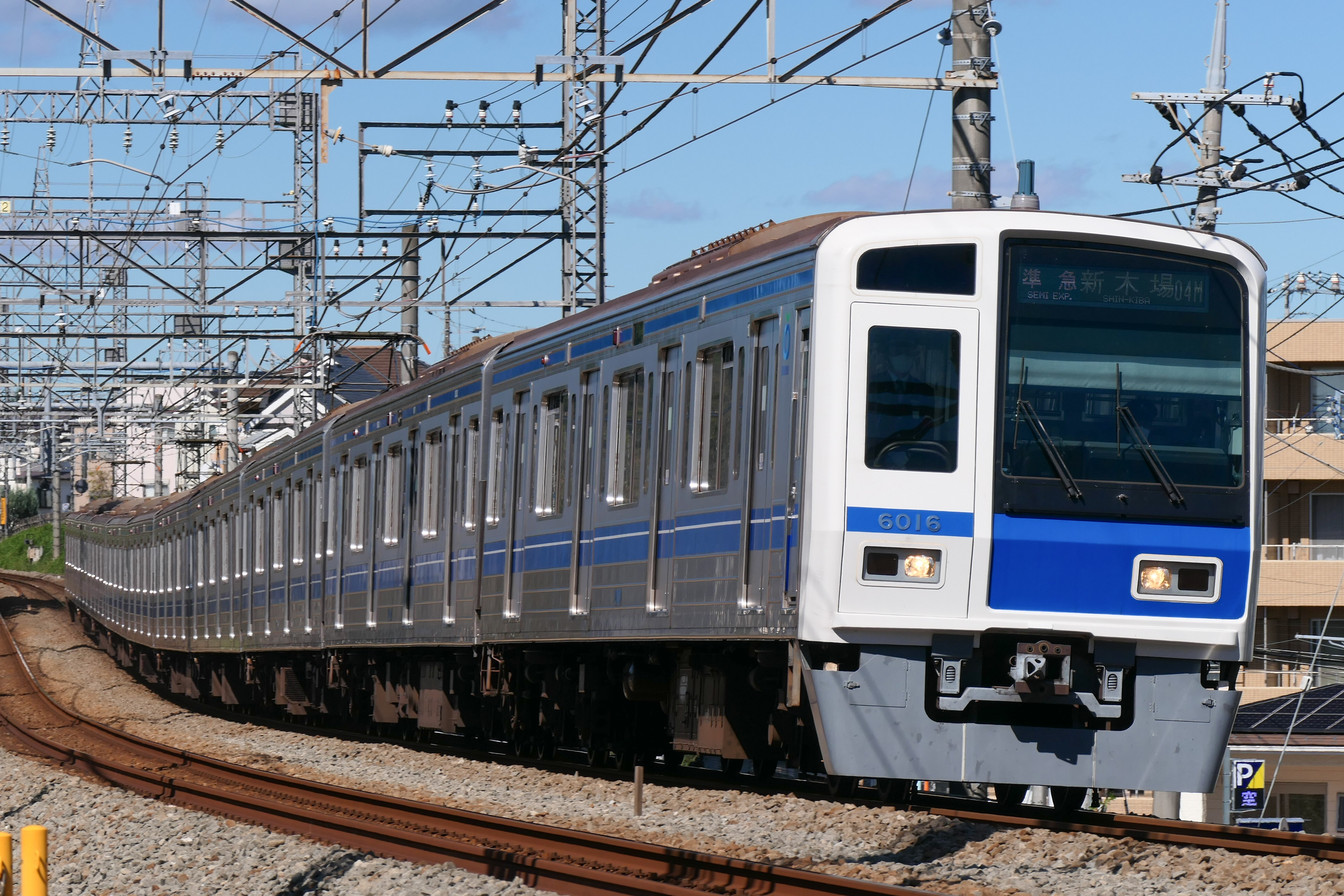
Seibu série 6000
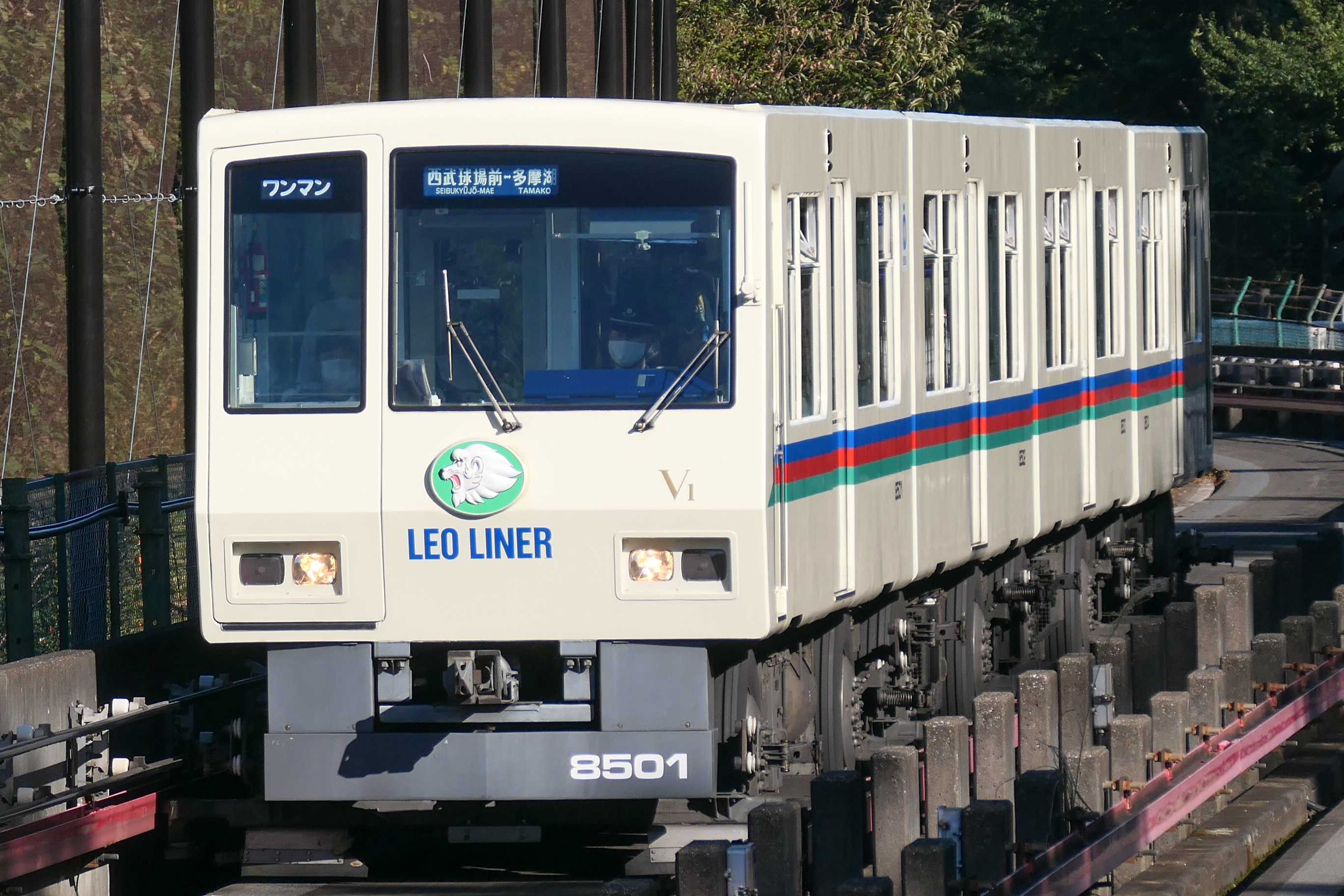
Seibu série 8500
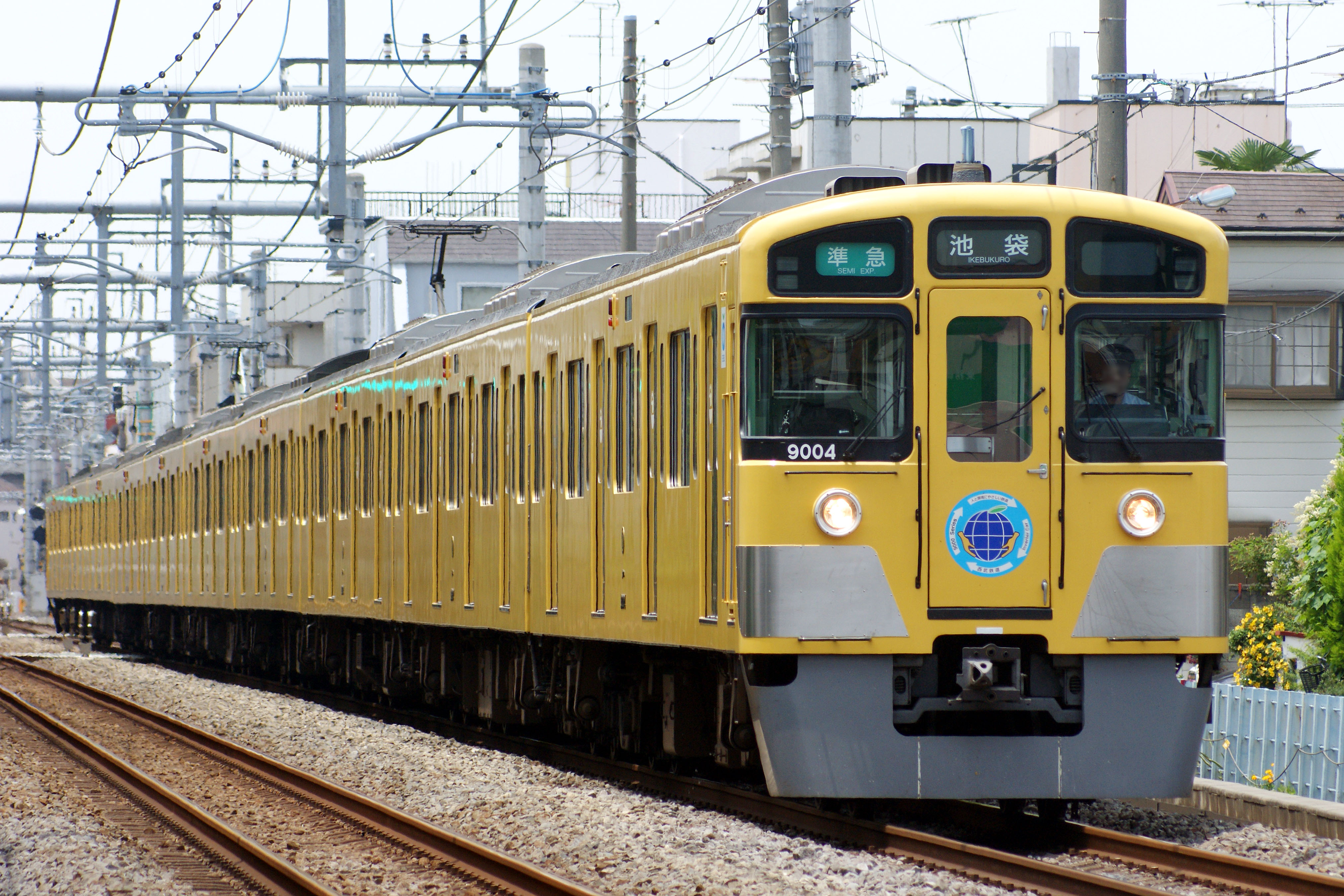
Seibu série 9000
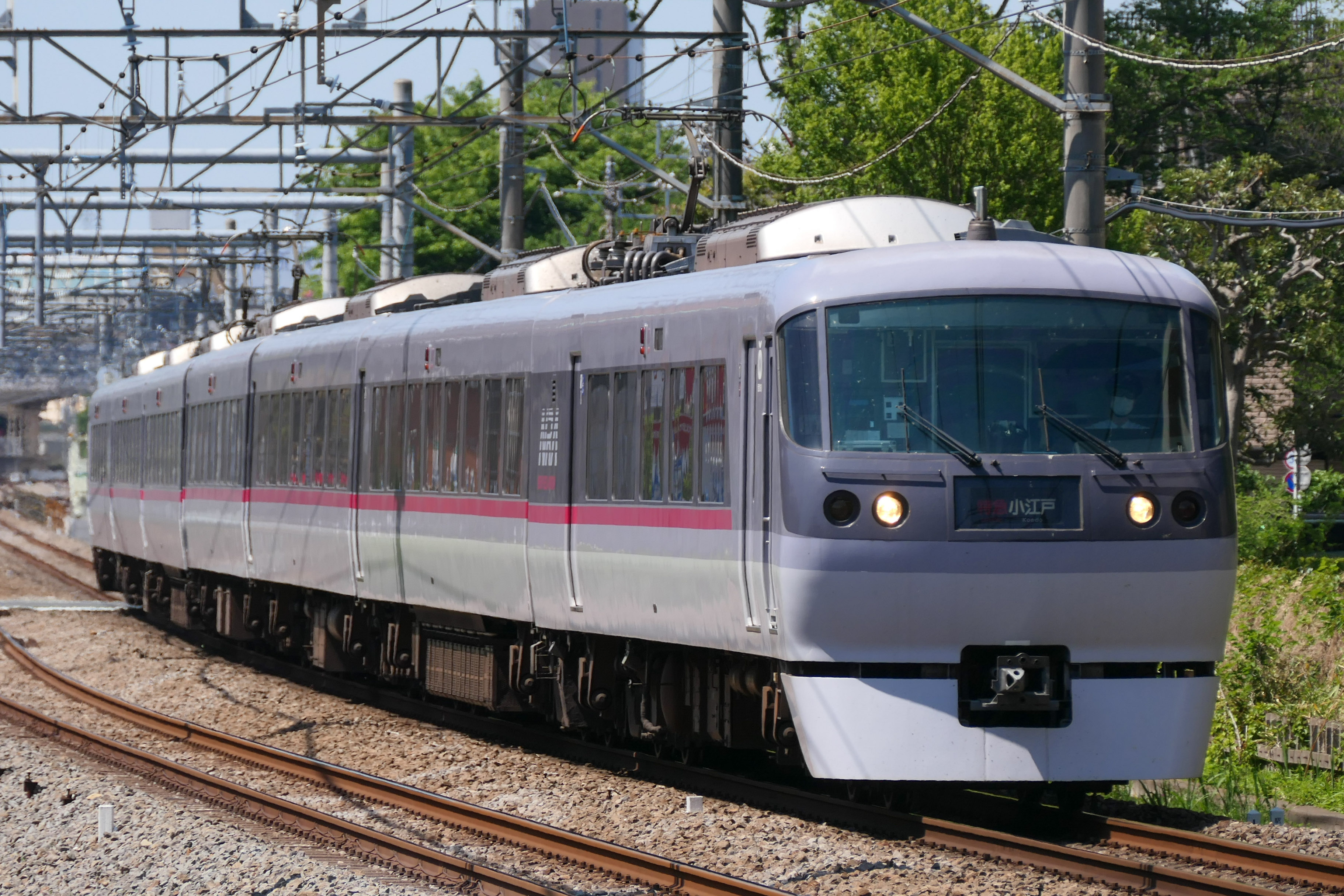
Seibu série 10000 "New Red Arrow"
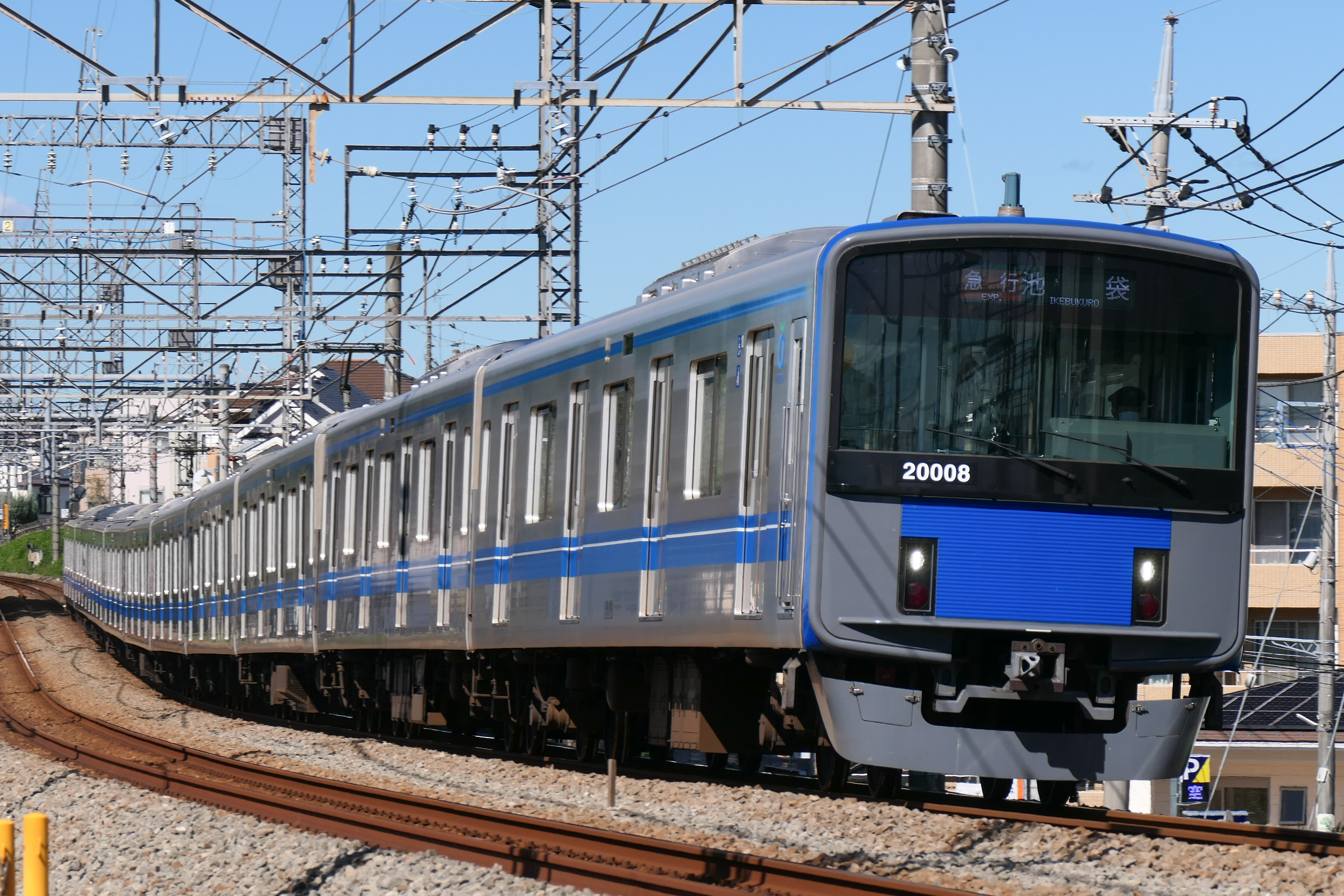
Seibu série 20000
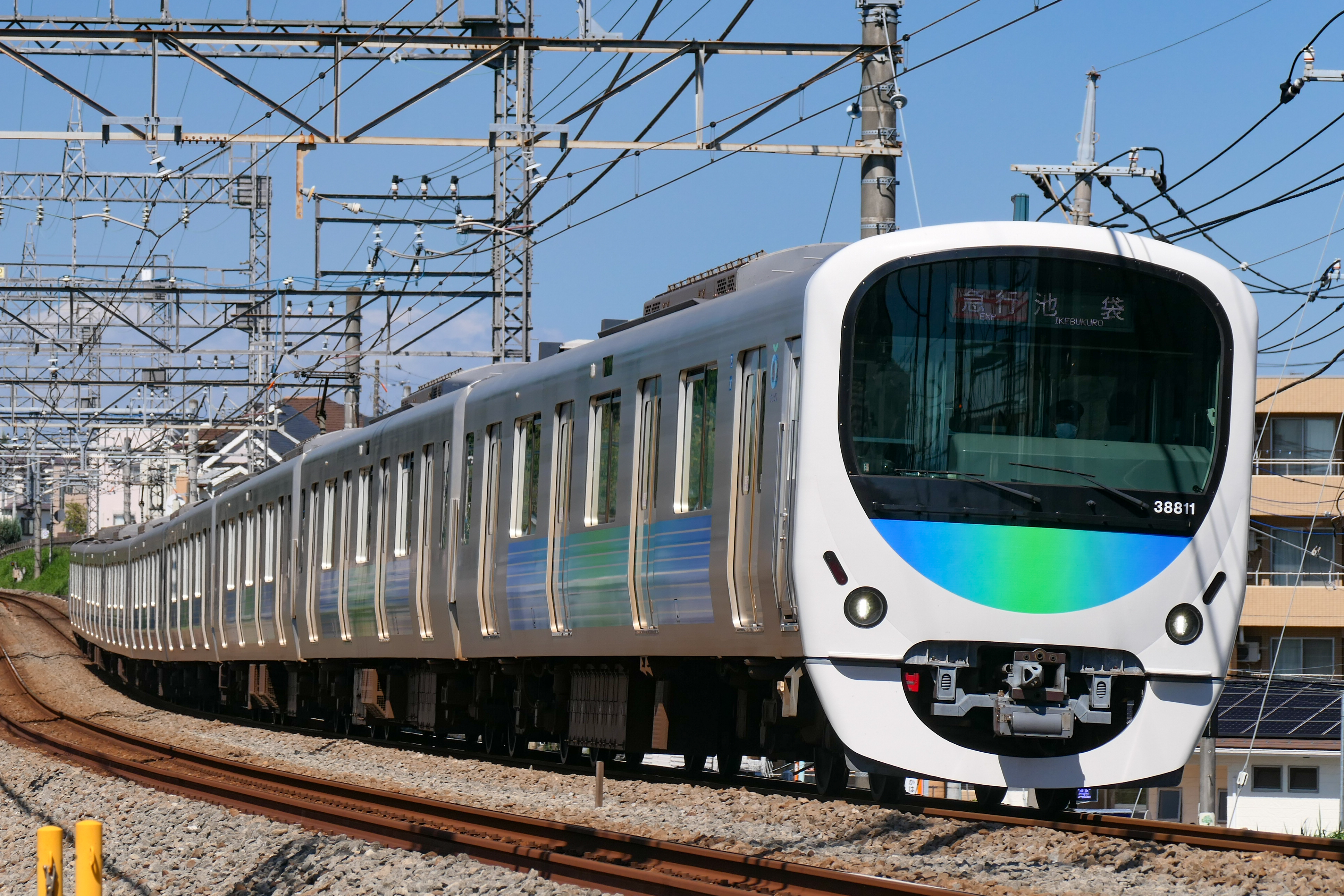
Seibu série 30000 "Smile Train"
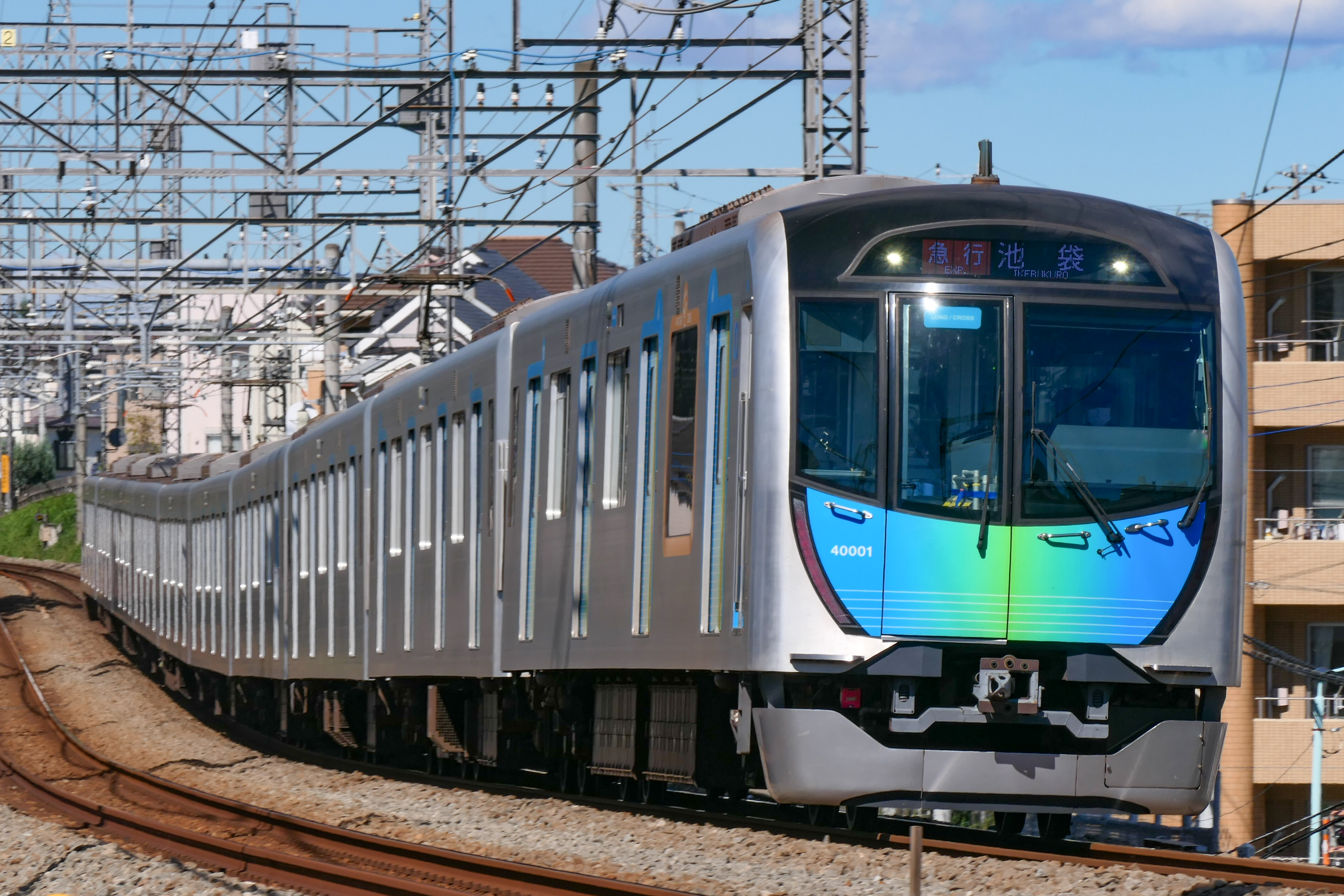
Seibu série 40000

### Ancien

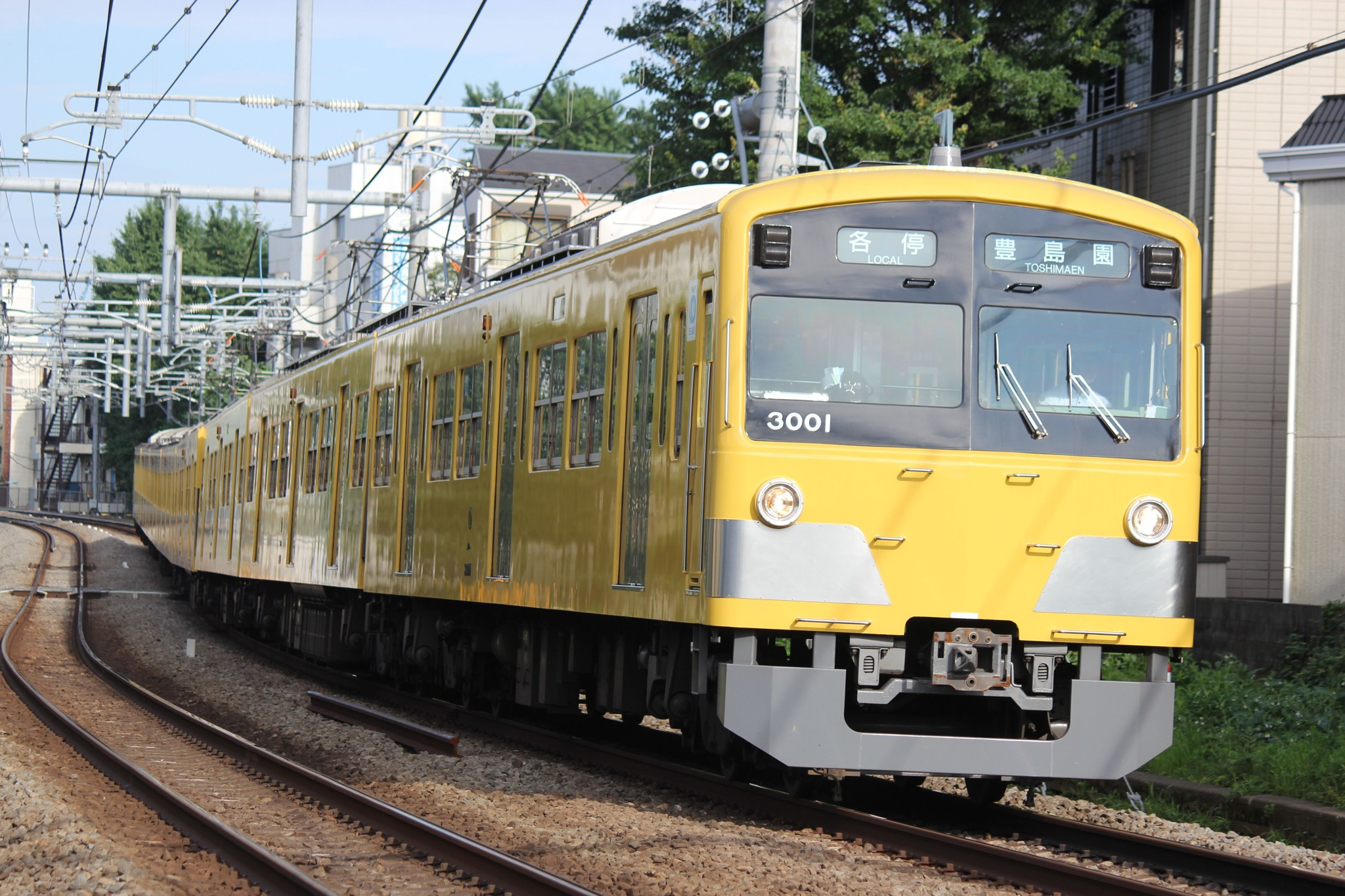
Seibu série 3000
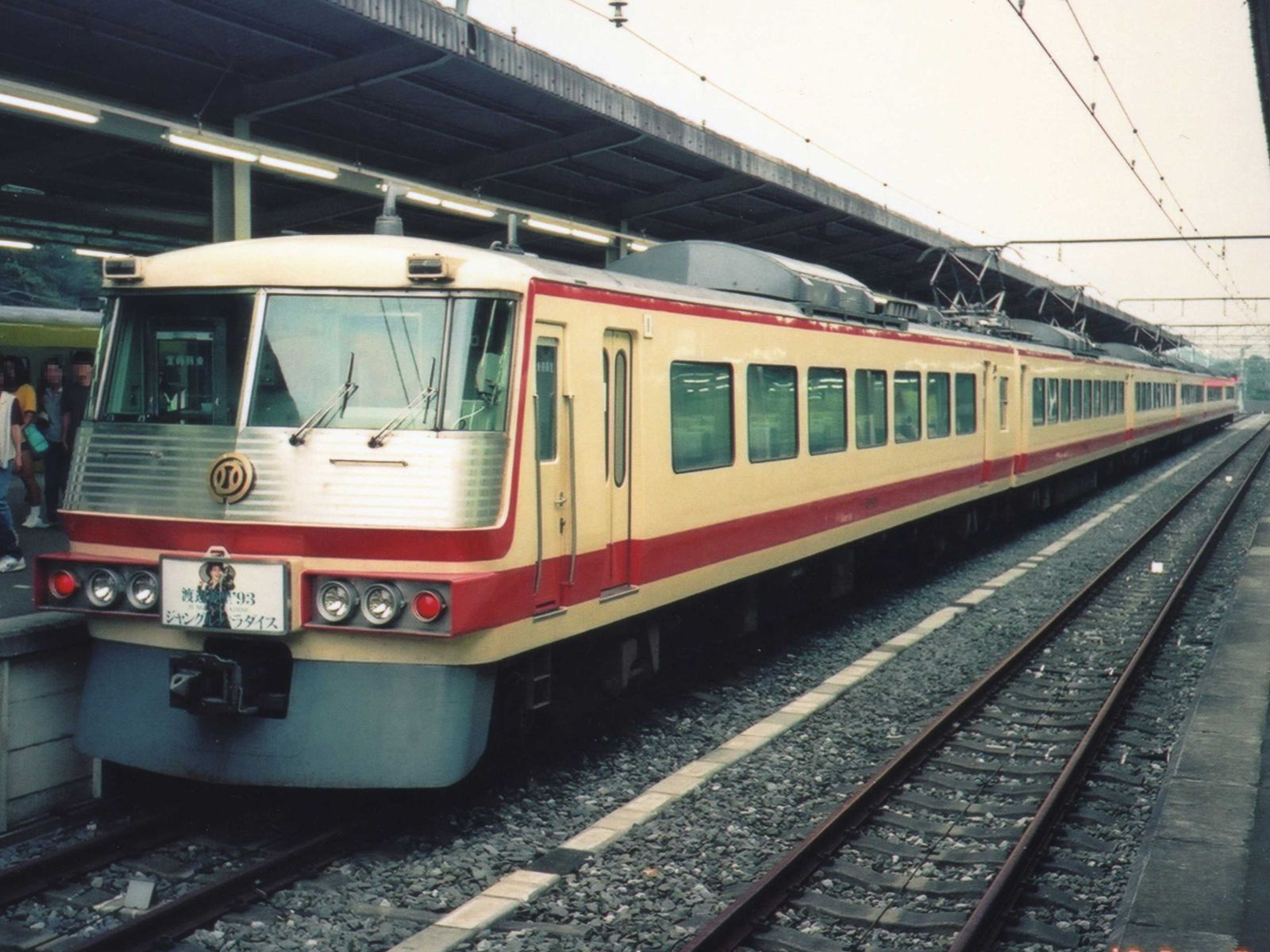
Seibu série 5000